# 旺达尔格
旺达尔格（法語：Vendargues）是法国埃罗省的一个市镇，位于该省东部，属于蒙彼利埃区。该市镇总面积8.98平方公里，2009年时的人口为5477人。

## 交通
埃罗省省道D65线、D68线、D112E9线、D145线、D610线和D613线在境内交汇。

## 人口
旺达尔格人口变化图示